# Arne Slot
Arend Martijn Slot, connu sous le nom d'Arne Slot (prononcé en néerlandais : [ˈɑrnə ˈslɔt]), né le 17 septembre 1978 à Bergentheim aux Pays-Bas, est un footballeur néerlandais reconverti entraîneur. Il est actuellement en poste au sein du club anglais du Liverpool FC.

## Biographie

### Joueur
Arne Slot évolue principalement en faveur du PEC Zwolle et du NAC Breda. Il dispute 165 matchs sous le maillot du NAC.
Le 6 mai 2003, il se met en évidence en étant l'auteur d'un doublé dans ce championnat, lors de la réception du FC Zwolle, permettant à son équipe de s'imposer 2-0.
Il joue également deux matchs en Coupe de l'UEFA en 2003 contre le club anglais de Newcastle United.
Il dispute un total de 208 matchs en Eredivisie, inscrivant 27 buts.
En Eerste Divisie (deuxième division), il se met en évidence en marquant 12 buts en 1998-1999, 15 buts en 1999-2000 et 11 buts en 2001-2002.
Sous les couleurs de Zwolle, il dispute 176 matchs pour 52 réalisations et 30 passes décisives.
Avec le PEC Zwolle, il remporte un second titre de champion de deuxième division en 2012. Il est aussi élu meilleur joueur du championnat, grâce à une saison à neuf buts et autant de passes décisives, un an avant sa retraite, en 2013.

### Débuts d'entraîneur aux Pays-Bas

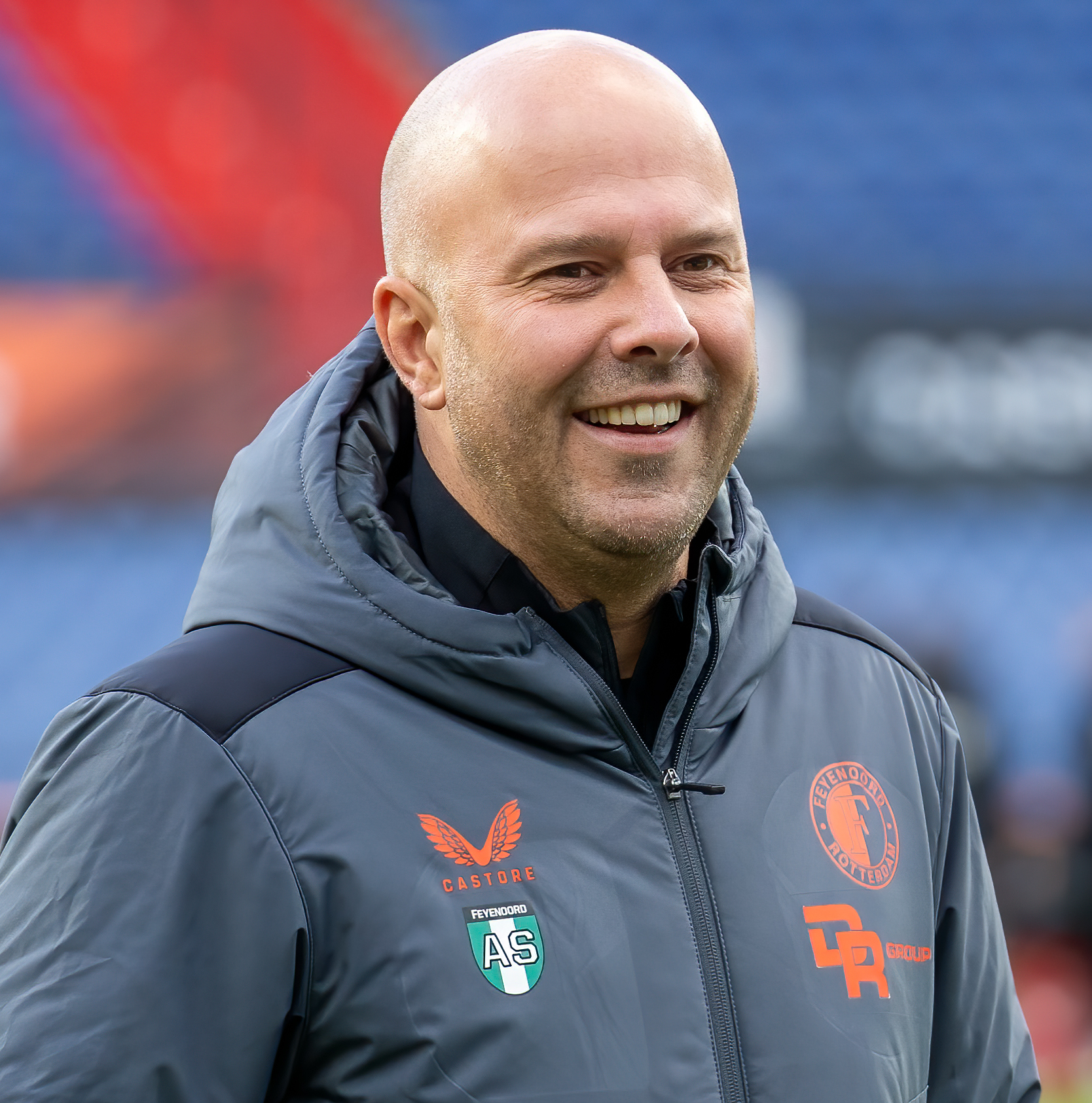
Arne Slot en novembre 2023 avec le Feyenoord.

Après des passages chez les jeunes de Zwolle et comme adjoint à Cambuur puis à l'AZ Alkmaar, Arne Slot connaît sa première expérience d’entraîneur principal en prenant la tête de l’équipe première de ce dernier à l'été 2019,. La saison 2019-2020 du championnat des Pays-Bas est arrêtée le 24 avril 2020 en raison de la pandémie de COVID-19. L'AZ est alors en tête à égalité de points avec l'Ajax Amsterdam, mais avec une moins bonne différence de buts. Les deux équipes sont qualifiées pour la saison 2020-2021 de la Ligue des champions. En décembre 2020, accusé d'un rapprochement avec le Feyenoord Rotterdam, Arne Slot est licencié.
Après une saison sabbatique, Arne Slot signe à l'été 2021 au Feyenoord Rotterdam, qualifié pour la première édition de la Ligue Europa Conférence. Il atteint la finale, où il élimine notamment l'Olympique de Marseille en demi-finale, mais perd en finale contre l'AS Rome de José Mourinho,. Avec le club de Rotterdam, il remporte ensuite le championnat des Pays-Bas 2022-2023, et la Supercoupe néerlandaise la même année. Il est alors sollicité par Tottenham pour succéder à l’Italien Antonio Conte, mais préfère prolonger son contrat et disputer la Ligue des champions. À l'issue de la saison 2023-2024, il remporte la Coupe des Pays-Bas puis quitte le club, recruté par le Liverpool FC.

### Succession de Klopp à Liverpool

#### 2024-2025: Le titre de champion dès la première année
À l'issue de la saison 2023-2024, Slot quitte le Feyenoord pour succéder à Jürgen Klopp au Liverpool FC. Selon la BBC, le montant de la transaction atteint 9,4 millions de livres (10,9 millions d’euros). Slot connaît un accueil sceptique d'anciens Reds devenus consultants. Arne repositionne le milieu néerlandais Ryan Gravenberch devant la défense, en double pivot avec Alexis Mac Allister ou Curtis Jones, avec davantage de responsabilités à la construction des actions, offrant de la liberté aux attaquants, notamment à Mohamed Salah qui retrouve son efficacité. Fin novembre, son équipe est sur 100 % de victoires en Ligue des champions et compte déjà huit points d'avance en tête du championnat anglais. Arne Slot entre dans l'histoire de la Premier League avec le meilleur départ pour un entraîneur et dix victoires en douze matchs de Premier League, avec 31 points sur 36 possibles. Il est champion d'Angleterre à l'issue de cette première année.

## Style de jeu
Arne Slot laisse un souvenir de joueur « paresseux et flegmatique » au style de jeu « soyeux » et « cultivé » selon son ancien entraîneur Jan Everse. Milieu offensif à l’aise ballon au pied, aux Pays-Bas, il donne son nom à un geste technique la « Arne pass », une feinte qui consiste à jouer dos au but pour libérer et servir un ailier,.
À la tête du Feyenoord, Arne Slot se construit la réputation d’un entraîneur audacieux, adepte d’un football spectaculaire mais efficace, capable de hausser le niveau de ses jeunes joueurs à l’image de son modèle Pep Guardiola,. À la suite de son arrivée au Liverpool FC, Slot confie : « Ce que les équipes de Jürgen et les miennes aiment faire, c'est presser très fort ». La presse britannique le surnomme le « Pep Guardiola néerlandais » en raison de son style offensif très pressant imposant davantage de course que l'adversaire,. À la différence de Guardiola, Slot évolue toujours avec un véritable numéro 9 et ne modifie jamais son schéma en 4-2-3-1 qui privilégie un football offensif et vertical.

## Palmarès

### Comme joueur
- PEC Zwolle

Slot est double champion de Eerste divisie (deuxième division) en 2002 et 2012. Il est élu meilleur joueur du championnat cette seconde année, grâce à une saison à neuf buts et neuf passes décisives.

### Comme entraîneur
- Avec Feyenoord Rotterdam, il hisse le club en finale de la Ligue Europa Conférence en 2022, avant de remporter le Championnat des Pays-Bas en 2023 puis la Coupe des Pays-Bas en 2024[6]. Avec Liverpool FC, Il est finaliste de la Coupe de la Ligue en 2025 et remporte le Championnat d'Angleterre en 2025  pour sa première saison[12].

### Distinction personnelle
- Il remporte le Trophée Rinus Michels de meilleur entraîneur aux Pays-Bas en 2022 et 2023

| Feyenoord Rotterdam (2) | Liverpool (1)                                                               |
| --- | --------------------------------------------------------------------------- |
| - Finaliste de la Ligue Europa Conférence en 2022 - Champion des Pays-Bas en 2023 - Vainqueur de la Coupe des Pays-Bas en 2024 | - Champion d'Angleterre en 2025 - Finaliste de la Coupe de la Ligue en 2025 |